# Narząd kopulacyjny
Narząd kopulacyjny – część genitaliów, która bierze bezpośrednio udział w kopulacji. Określenie to odnosi się zarówno do narządów męskich, jak i do żeńskich.
Narządy kopulacyjne wykazują wielką zmienność i zróżnicowanie budowy. Ogromną różnorodność narządów kopulacyjnych obserwuje się zwłaszcza u bezkręgowców. Kręgowce są pod tym względem bardziej zachowawcze, choć i u nich obserwuje się wiele interesujących przystosowań.

## Bezkręgowce

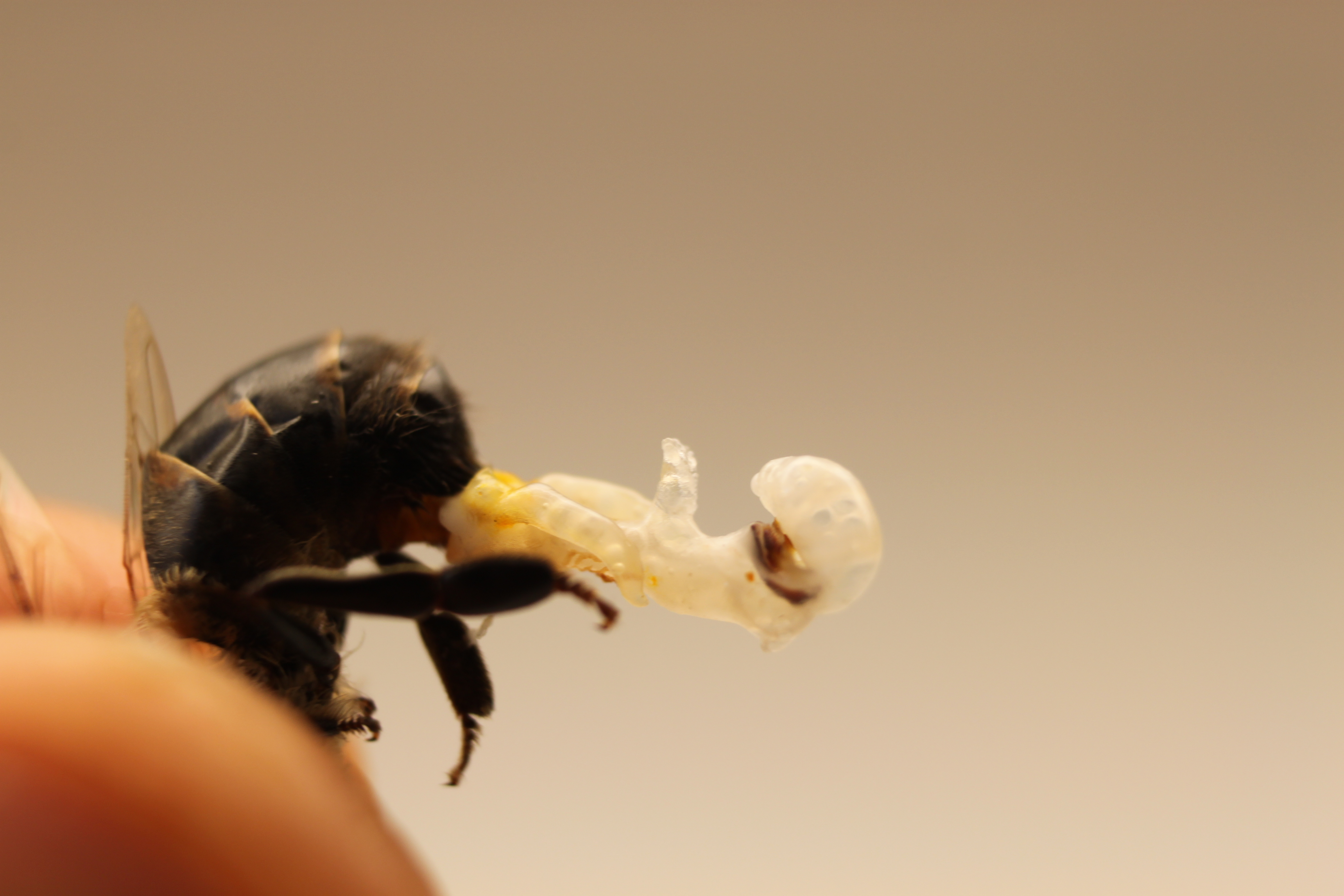
Narząd kopulacyjny trutnia

Największe zróżnicowanie budowy narządów kopulacyjnych obserwuje się u owadów. Narządy kopulacyjne stawonogów to przekształcone odnóża, często o bardzo skomplikowanej budowie.
Szczyt komplikacji męskich  narządów kopulacyjnych obserwuje się u pcheł. Narząd męski złożony jest z dwuzbiornikowego prącia w kształcie sprężyny zegarkowej, które rozwija się wewnątrz samicy jak lasso.
U samców owocanki południówki penis osiąga 40% długości ciała i jest zakończony wężowatą strukturą, która rozwija się w trakcie kopulacji i przechodząc przez długie pokładełko, wnika do ciała samicy.
U niektórych owadów obserwuje się metody urazowe zaplemnienia, które polegają na przebijaniu penisem powłoki ciała samicy i wylewaniu zawiesiny plemników do hemocelu. Taki sposób zaplemnienia spotyka się np. u pluskiew. Mimo niewątpliwej brutalności procesu zaplemnienia, samice nie giną, ponieważ w toku ewolucji wykształciły się u nich mechanizmy gojące (np. narząd Ribagi na odwłoku).
U samców jętek penis zakończony jest strukturą w kształcie łyżeczki, za pomocą której samiec opróżnia drogi rodne samicy z plemników innych samców. Podobnie rzecz się ma u ważek. Samiec lecichy pospolitej ma na końcu penisa rodzaj wyciora, którym dokładnie oczyszcza zbiornik nasienny samicy przed wprowadzeniem własnych plemników. Proces czyszczenia zajmuje czasem 90% czasu całkowitej kopulacji.

## Kręgowce
U kręgowców znacznie większą rolę w procesie kopulacji odgrywa behawior, ale i tu doszło do wykształcenia kilku ciekawych narządów kopulacyjnych mających na celu zwiększenie skuteczności zaplemnienia.
U ssaków przeważa metoda hydrauliczna – penis pęcznieje pod wpływem napływającej do niego krwi, umożliwiając wprowadzenie go do pochwy.

### Ryby

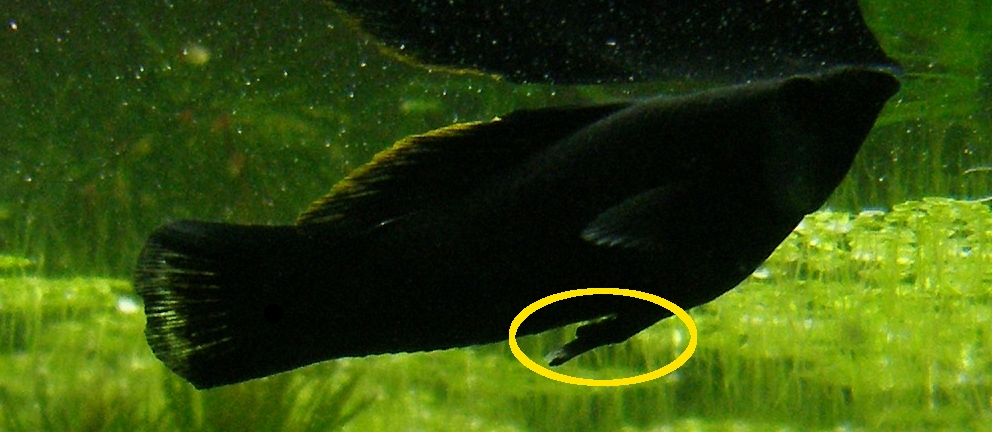
Gonopodium u molinezji.

Samce ryb jajożyworodnych mają przekształconą płetwę odbytową – nazywaną gonopodium (piękniczkowate) lub pterygopodium (chrzęstnoszkieletowe) – lub przekształcone żebra i kość pasa miednicowego, tzw. priapium (aterynokształtne).

### Stekowce
U stekowców zachowały się pewne elementy budowy gadziej. Jednym z nich jest kloaka, do której otwierają się moczowody i jajowody. Samce kolczatek mają szczególny narząd kopulacyjny, działający na zasadzie hydraulicznej, złożony z czterech „głowic”, które równomiernie rozprowadzają nasienie po kloace samicy. Kopulacja taka trwa godzinami, co chroni spermę samca przed ewentualnymi konkurentami.

### Łożyskowce
U wielu ssaków (owadożerne, nietoperze, drapieżne i naczelne z wyjątkiem człowieka, wyraków i niektórych szerokonosych) wzwód jest naturalnie wspomagany obecnością specjalnej kości prącia (tzw. baculum). Penis kotowatych jest zaopatrzony w wyrostki, które uniemożliwiają wyciągnięcie go z pochwy dopóki trwa wzwód.

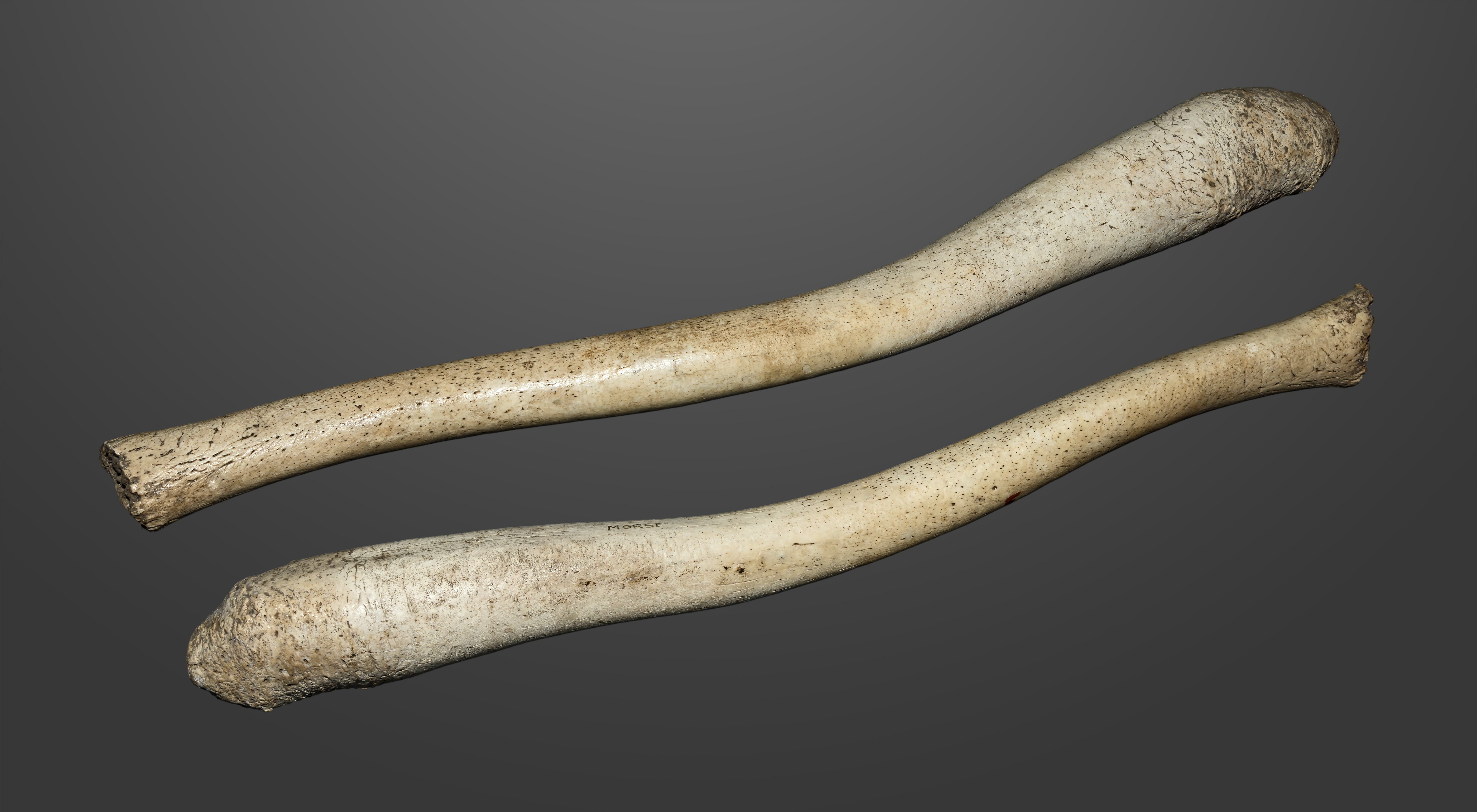
Bakulum morsa.

U wielkich ssaków problem nie leży w samym wzwodzie, ale w tym, by penis trafił do pochwy. Nosorożec kryjący samicę nie widzi otworu pochwy, wyposażony jest jednak w bardzo długi, giętki penis zakończony „kotwiczką” w kształcie żonkila. Badając na ślepo okolicę, wyczuwa czułym końcem penisa otwór pochwy, po czym zakotwicza w niej prącie i przystępuje do właściwej kopulacji.
Problem ten dotyczy też słoni, tu jednak w sukurs samcowi przychodzi budowa anatomiczna samicy, której otwór płciowy przemieścił się w drodze ewolucji spod otworu odbytowego pod brzuch, w miejsce, w którym raczej należałoby szukać pępka. Penis samca może ważyć do 25 kg i sięgać 2 m długości, zaopatrzony jest nie tylko w gąbczastą tkankę, która wypełnia się krwią i sztywnieje, ale również w zespół mięśni, który umożliwia wyszukanie otworu pochwy i wniknięcie w pobliże szyjki macicy.